# Chiesa di Santa Cita
La chiesa di Santa Cita è un luogo di culto cattolico della città di Palermo, situato nel mandamento Castellamare, oggi parrocchia con il titolo di S. Mamiliano.

## Storia
- 1369, Sono documentati la chiesa e l'ospedale di Santa Cita presso «Porta San Giorgio» edificata dalla comunità lucchese.[2]
- 1428, I domenicani della vicina chiesa di San Domenico chiedono la concessione di un luogo più appartato a Nicolò Speciale viceré di Sicilia e a Ubertino de Marinis arcivescovo di Palermo.[3]
- 1458, È edificata la consorella chiesa di San Vincenzo Ferreri dei «Confettieri».[4]
- 1586 - 1603, Ha inizio la costruzione della nuova chiesa di Santa Cita,[5] opera diretta dall'architetto Antonio di Salvo. Interruzione dei lavori per la morte dello stesso allo gettare delle fondamenta.[6] Grazie alle numerose commissioni di mercanti e patrocinatori, Antonello Gagini ha realizzato nel preesistente luogo di culto monumentali apparati funebri d'impianto rinascimentale. La ricostruzione comporta lo smantellamento e spesso la perdita dei preziosi aggregati marmorei. In molti casi i capolavoro sono sapientemente ricollocati nella nuova struttura.
- 1586, La ripresa dei lavori diretti da Giuseppe Giacalone prevede lo spostamento del cantiere: la chiesa dei Santi Quaranta Martiri Pisani al Casalotto intralcia con la realizzazione dell'abside secondo il progetto.[6]
- 1603, Consacrazione del nuovo edificio, le vecchie colonne della primitiva costruzione sono attualmente visibili nel chiostro.[7]
- 1781, La chiesa è portata definitivamente a termine.[7]
- 1943, I bombardamenti della seconda guerra mondiale devastano la navata sinistra e le prime due cappelle della navata destra.
- 1945, Nel primo dopoguerra la chiesa è utilizzata come deposito di derrate alimentari e aula di Tribunale.
- 1952, Riapertura e dedicazione a San Mamiliano.

## Descrizione

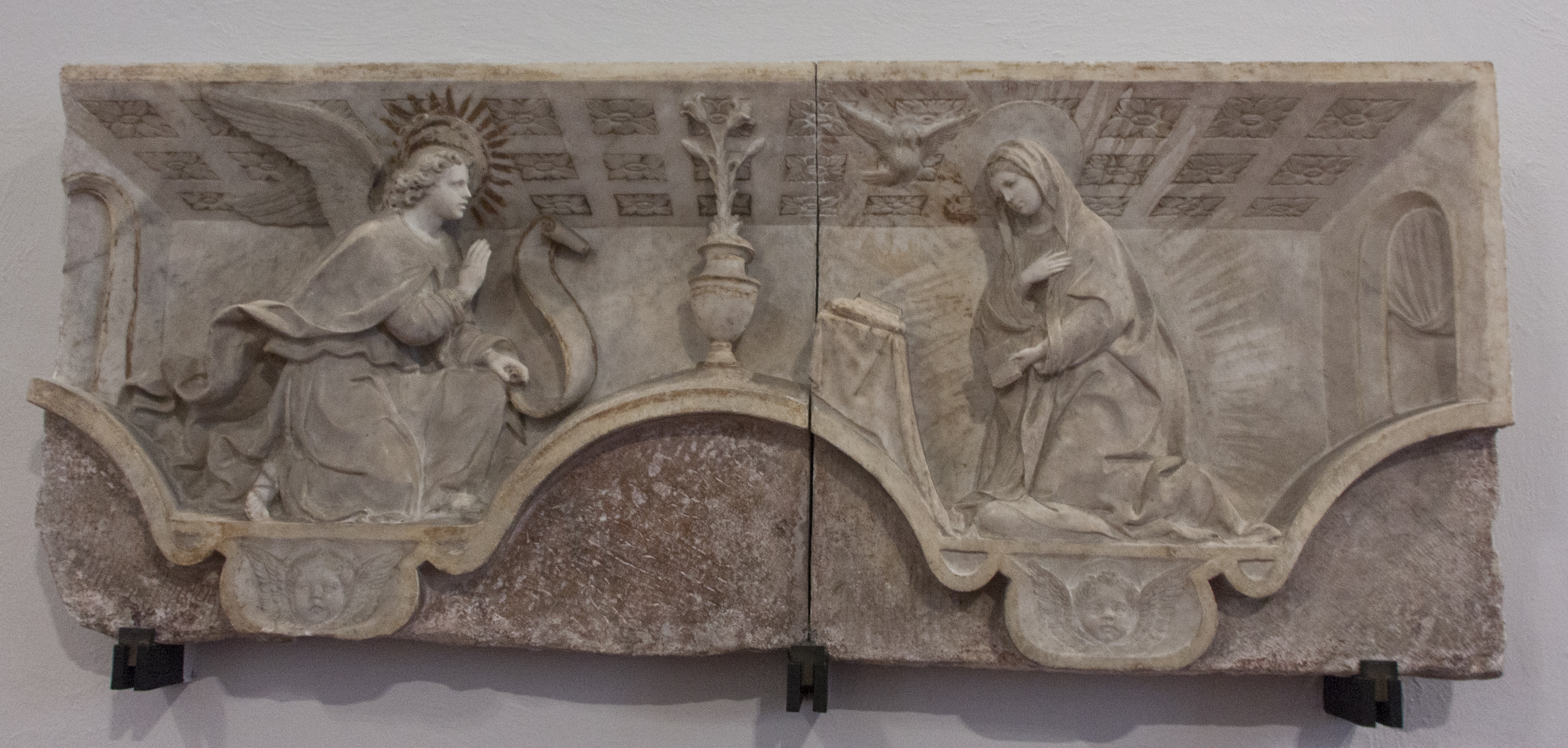
Annunciazione di Antonello Gagini, ora al Palazzo Abatellis

La chiesa ha subito grossi danni per i bombardamenti della seconda guerra mondiale, a causa dei quali sono andate perdute le navate laterali ma sono rimasti intatti l'abside ed il transetto. Annesso alla chiesa vi è l'omonimo oratorio. All'interno si conservano molte opere d'arte. È presente anche un arco di pietra appartenente alla prima chiesa del XIV secolo. Di particolare rilievo la Cappella della Madonna del Rosario decorata con commessi marmorei scolpiti da Gioacchino Vitagliano nei primi anni del XVIII secolo su modelli di Giacomo Serpotta. Espressione del rinascimento siciliano la Pietà di Giorgio da Milano, scolpita alla fine del XV secolo.
Acquasantiera di Bartolomeo Dalechima del 1460 proveniente dalla demolita chiesa di San Giacomo la Marina.

## Interno

### XVI secolo - disposizioni documentate
Le meticolose descrizioni di Antonino Mongitore e Gioacchino di Marzo permettono di ricostruire le genealogie dei casati committenti, la composizione delle cappelle gentilizie, la disposizione ante e post rimodulazione delle opere di Antonello Gagini.
- ?, "Cappella Corbera", manufatto marmoreo, monumento funebre commissionato dalla famiglia Corbera con la riproduzione del Risorto sul sepolcro fra guardie pretoriane. Opera recuperata e riassemblata in una cappella laterale sinistra.[9]
- 1522c., "Sepolcro", manufatto marmoreo, monumento funebre commissionato da Francesco Zuppetta per il fratello Giovanni Zuppetta † 1522, opera caratterizzata dal rilievo Cristo libera le anime dei Santi Padri dal Limbo. Rilievo superstite incastonato in una cappella laterale.[10] Entrambi i bassorilievi erano documentati nella Cappella di Santa Maria Maddalena.[11]

### XIX secolo - disposizioni documentate
- Navata destra:[12]
  - Prima campata: Cappella di Santa Cita. Altare con statua raffigurante Santa Cita.[13]
  - Seconda campata: Cappella di Santa Maria Maddalena. Altare con statua raffigurante Santa Maria Maddalena con dipinto di Pietro Novelli.[1] Luogo patrocinato e deputato alle sepolture delle famiglie Beccadelli di Bologna - Gomez de Silvera.[13]
  - Terza campata: Cappella di San Tommaso. Altare con statua raffigurante San Tommaso d'Aquino della bottega del Masaccio. Titolare del patrocinio la famiglia Termini.[13]
  - Quarta campata: Cappella di Maria Vergine. Altare con statua marmorea raffigurante la Vergine. Titolare del patrocinio la famiglia Del Colle. È documentato un quadro di Antonello da Messina.[14]
  - Quinta campata: Cappella di Santa Rosa. Altare con statua raffigurante Santa Rosa[non chiaro].[15]
- Navata sinistra:
  - Prima campata: Cappella della Pietà. Altare con statua raffigurante la Pietà di scuola raffaellesca. Titolare del patrocinio la famiglia Barresi - Carreto.[15]
  - Seconda campata: Cappella di San Domenico. Altare con statua raffigurante San Domenico.[15]
  - Terza campata: Cappella di Sant'Anna. Primitivo altare dedicato a San Vincenzo Ferreri. In seguito titolato a Sant'Anna con dipinto di Pietro Novelli. Titolare del patrocinio le famiglie Corsetto - Del Tignoso.[15]
  - Quarta campata: Cappella di Santa Caterina da Siena. Altare con statua raffigurante Santa Caterina da Siena.[16]
  - Quinta campata: Cappella di San Pietro Martire. Altare con statua raffigurante San Pietro Martire.[16]

### Transetto

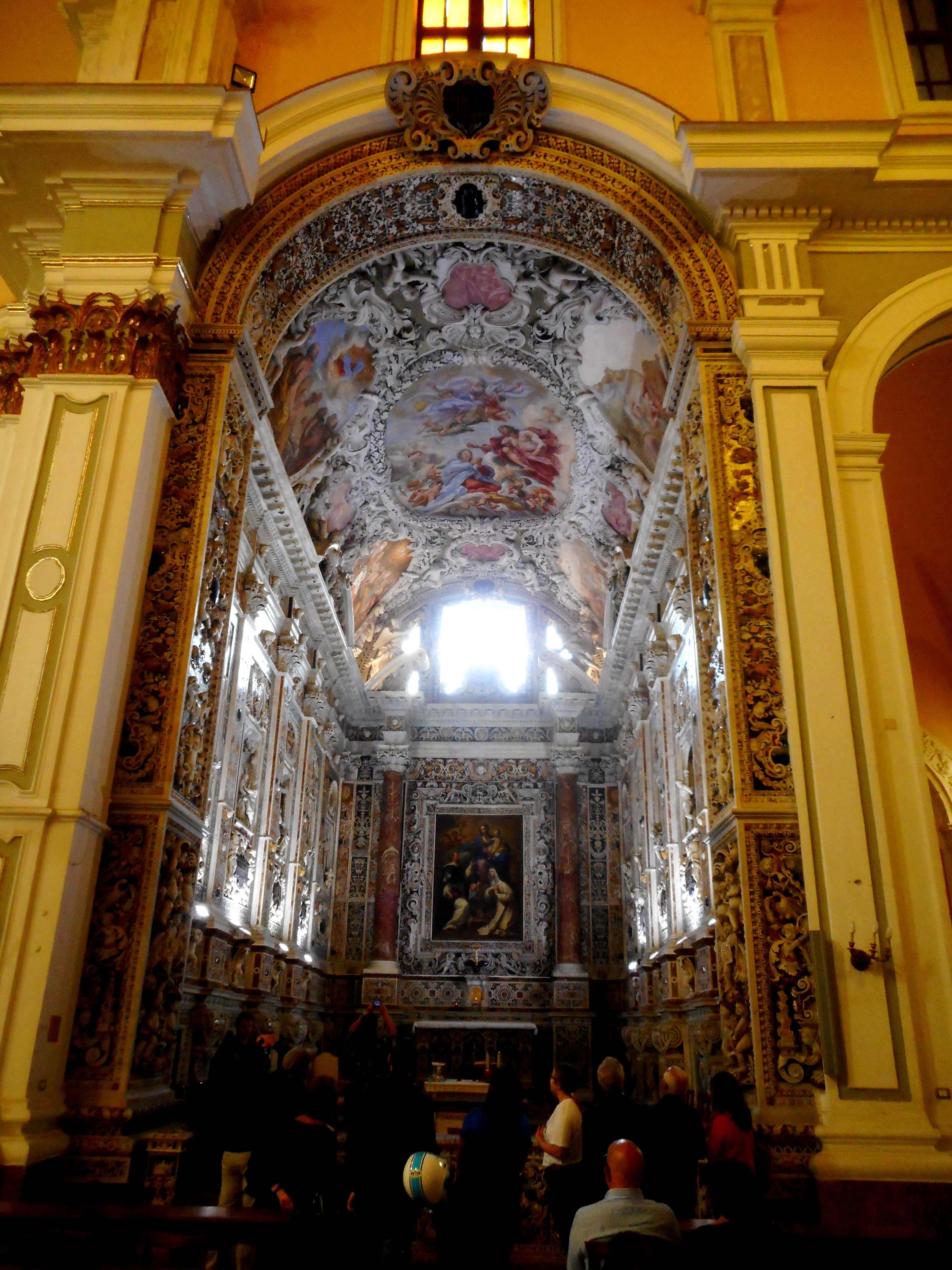
Cappella della Madonna del Rosario.

- Abside destra: Cappella della Madonna del Rosario.[17] Fastoso ambiente barocco realizzato in marmi mischi, stucchi, altorilievi marmorei raffiguranti i Misteri del Rosario di Gioacchino Vitagliano e affreschi di Pietro Aquila.[18] Nell'edicola il quadro Madonna con bambino e santi domenicani. Verosimilmente corrispondente per titolo alla Cappella Branciforti del primitivo edificio. L'opera di Antonello Gagini del 1524 è documentata come manufatto marmoreo commissionato da donna Frisina Branciforti, caratterizzato dalla raffigurazione della Beata Vergine del Salterio o Madonna del Rosario sedente con San Domenico e altre figure di personaggi dell'Ordine domenicano da una parte, dall'altra il Papa, l'Imperatore Carlo V e il seguito dei notabili, aristocratici ed ecclesiastici e tutt'intorno i quindici misteri del rosario.[19]
  - Cappella in prospetto destra: Cappella Platamone già Cappella di Santa Rosalia.[18] L'opera di Antonello Gagini realizzata fra il 1519 e il 1527, costituiva il monumento funebre commissionato da Antonino Platamone, barone di Risichillia, e Caterina Cardona. Verosimilmente corrispondente per posizione alla primitiva commissione. Il manufatto marmoreo consta di un arco istoriato con figure di Re e Patriarchi dell'albero di Jesse, lo scudo apicale con l'immagine della Vergine Maria, i rilievi di Ottaviano Augusto e della Sibilla Cumana, gli stemmi della famiglia Platamone - Alagona - Cardona alle basi dei pilastri laterali. La documentazione recuperata da Gioacchino di Marzo elenca un portale d'accesso alla cappella, una custodia, un tabernacolo e la statua di Sant'Eustachio[non chiaro] con rilievi sul piedistallo del Martirio di Sant'Eustachio, Battesimo di Sant'Eustachio, Orazione nella spelonca, elementi non presenti nell'attuale disposizione.[18][20]
    - Parete braccio destro: Altare della Madonna della Speranza. Altare ed edicola delimitati da coppia di colonne binate con capitelli corinzi sormontati da timpano con angeli musici sulle cimase. Nella nicchia la statua della Madonna della speranza.
- Abside sinistra: Cappella del Santissimo Crocifisso o Cappella Lanza di Trabia.[21] Luogo deputato alle sepolture Giuseppe Lanza di Trabia e Pietro Lanza di Trabia, il monumento funebre con statue marmoree è opera di Giuseppe Obici. Nel pavimento dell'ambiente è ricavato la scalinata d'ingresso alla cripta o Cappella Lanza. 
  - Cappella in prospetto sinistra: Cappella della Deposizione o Cappella Scirotta. Il manufatto marmoreo, opera realizzata da Antonello Gagini del 1526c., monumento funebre commissionato da Antonio Scirotta † 1526,[17] è caratterizzato dalle raffigurazioni di  Sant'Antonio tentato dal diavolo e San Geronimo penitente, in alto nella lunetta la Vergine con bambino fra angeli. Opera recuperata e riassemblata nella cappellina laterale destra adiacente al cornu evangelii.[22] Il patrocinio della cappella è passato ai principi di Montevago, duchi di San Michele, alla Famiglia Gravina.[23] Nel 2004 vi è stata installata la statua in bronzo San Pio di Vincenzo Gennaro.
    - Parete braccio sinistro: Altare di San Geremia. Altare ed edicola delimitati da coppia di colonne binate di stile dorico con capitelli corinzi sormontati da timpano triangolare con figure allegoriche sulle cimase. Sull'altare il dipinto Il beato Geremia resuscita il decapitato, tela di Antonio Manno del 1785. Nelle nicchie laterali le statue della Fede e della Carità, a sinistra in basso la statuetta di Santa Cita.[18]

### Abside

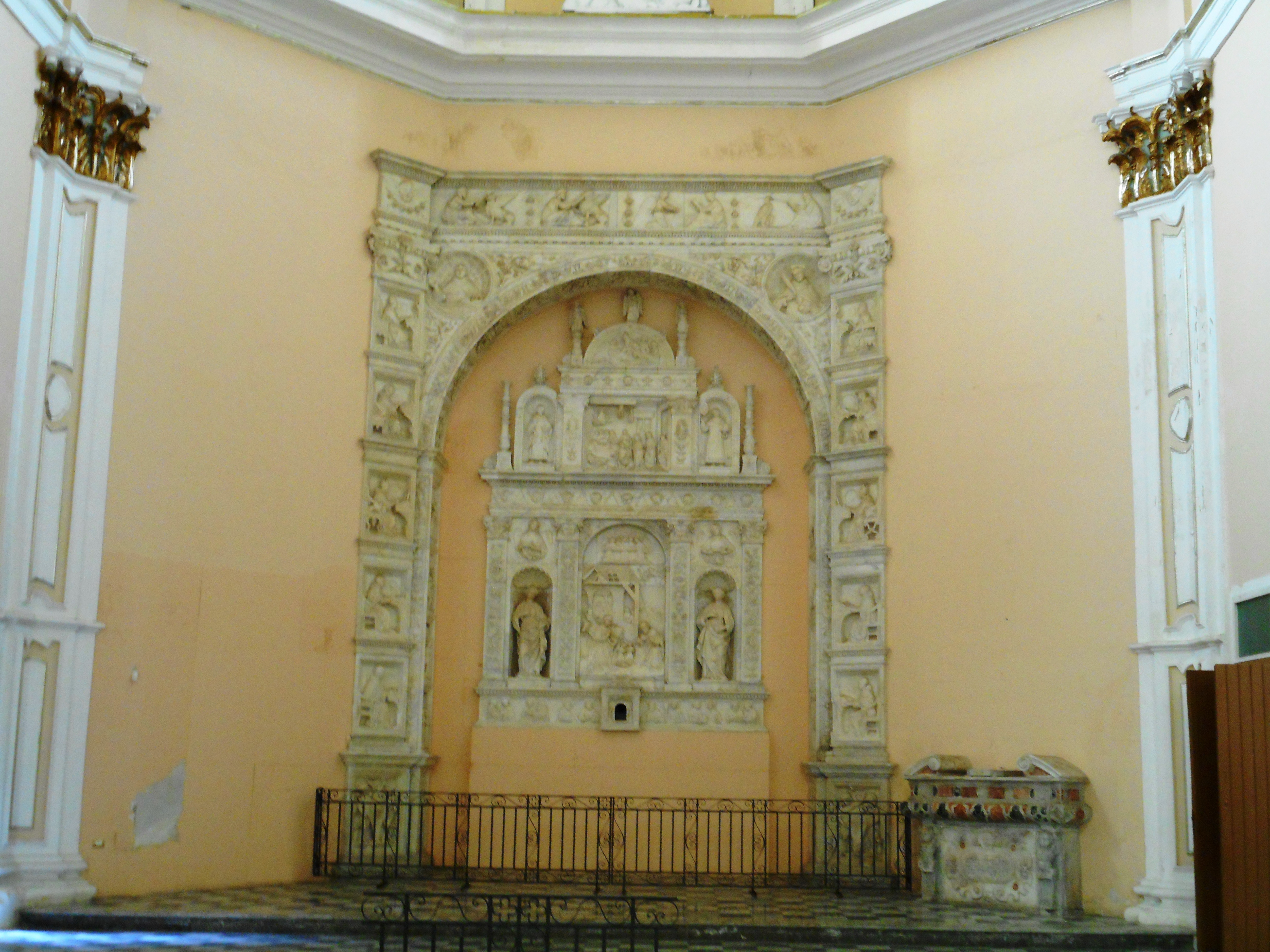
Abside e Tribuna di Santa Cita

- Abside e Tribuna di Santa CitaAbside, tribuna, coro, altare maggiore e presbiterio erano soggette al patronato della famiglia Diana.[24]

Tribuna e arco di Santa Cita, opera di Antonello Gagini del 1516. Opere collocate nell'abside dietro l'altare maggiore, provenienti dalla preesistente chiesa di Santa Cita. Sulle paraste laterali dell'arco sono incastonate dieci formelle istoriate con figure di santi dell'Ordine dei frati predicatori, rispettivamente due Pontefici, due Cardinali, due Vescovi, due livelli con due Frati ciascuno, tutte in atteggiamento meditativo durante la lettura delle Sacre Scritture. Alla base due coppie di putti con stemmi della famiglia Diana nei basamenti, nell'intradosso otto scene riproducenti Storie di Santa Cita, due medaglioni con i busti di San Tommaso d'Aquino e San Pietro Martire nei pennacchi e una trabeazione istoriata con le figure degli Evangelisti con i loro animali simbolici.
Nei cassettoni della tribuna in stile rinascimentale sono raffigurati: gli Apostoli attorno al ciborio, la Natività di Gesù fra la Vergine Maria e San Giuseppe, ai lati le figure di Sant'Agata e Sant'Oliva. La scena della Morte di Santa Cita fra le statue di San Domenico di Guzman e San Vincenzo Ferreri, nella lunetta superiore la figura del Padreterno fra angeli.
Peggio del riassemblaggio poté un deturpante organo addossato e ancorato ai delicati rilievi, oggi fortunatamente rimosso. Trine, fregi e ricami marmorei sono soggetti alle minacce dell'umidità.

### Cripta dei Lanza

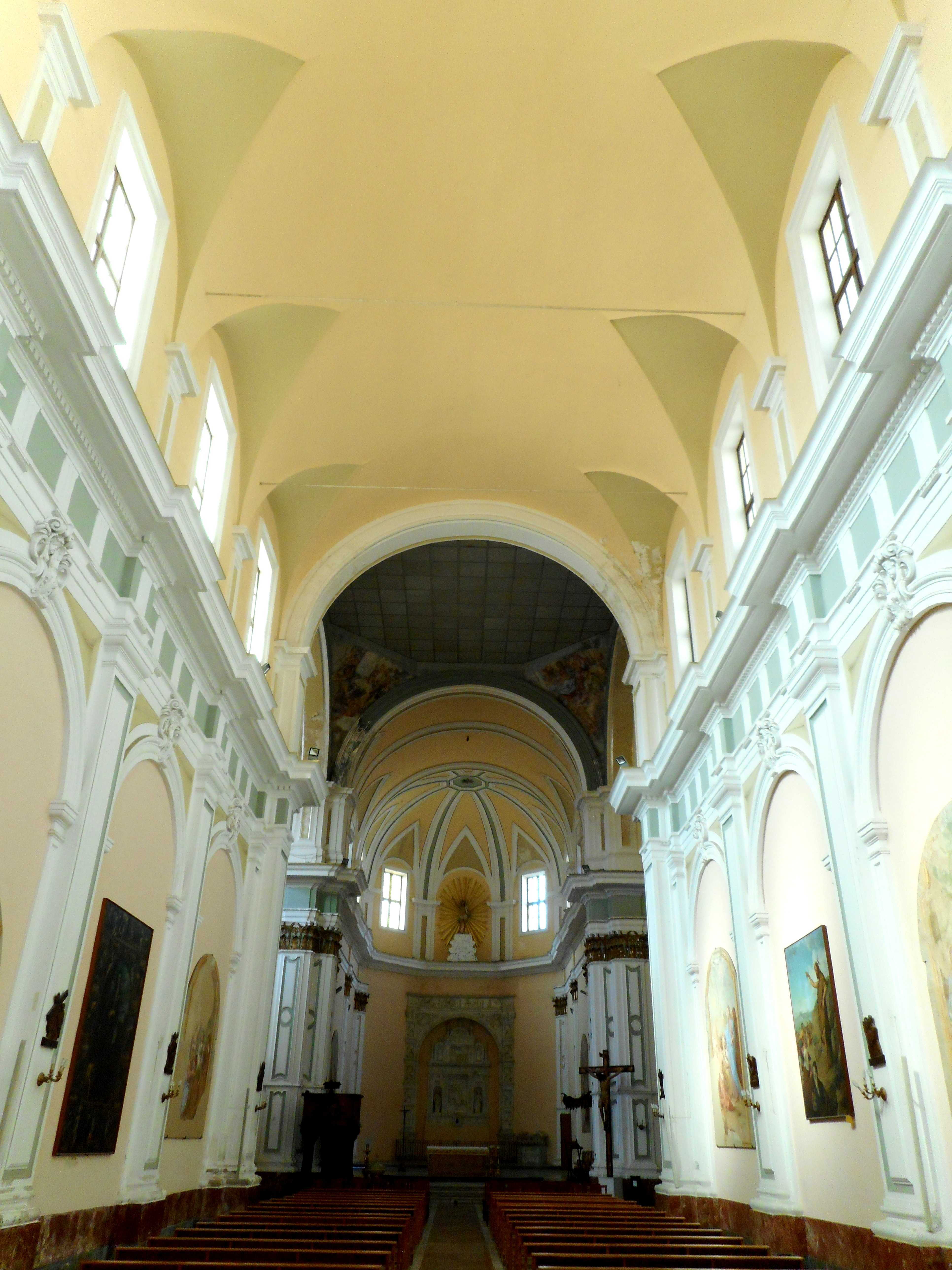
Interno di Santa Cita.

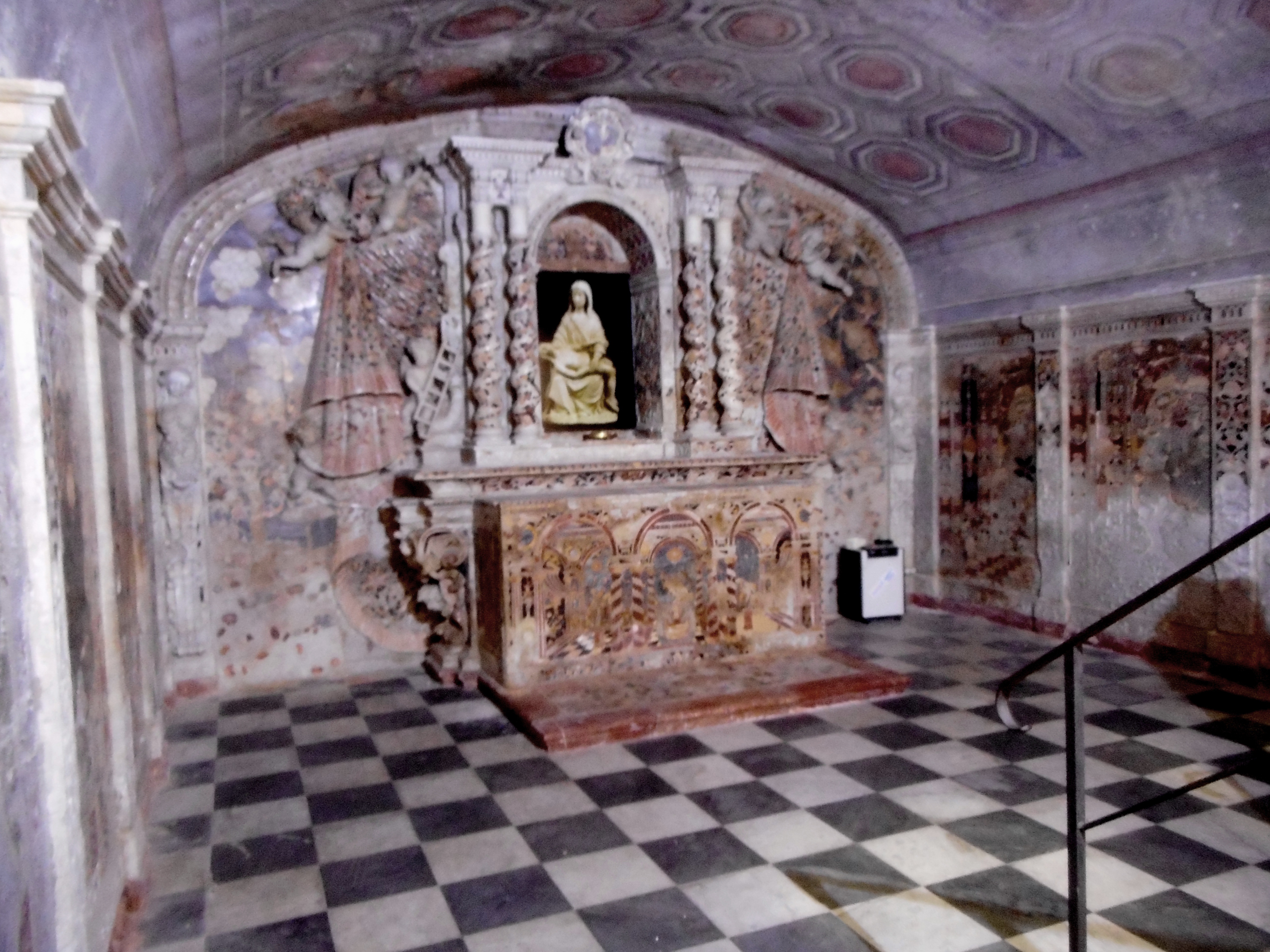
Cripta Lanza

- Cripta LanzaCappella Lanza,[21] sull'altare ipogeo è documentata la statua della Pietà di Giorgio Brigno attualmente collocata nel presbiterio.[26]
- 1524, "Cappella Lancia", manufatto marmoreo commissionato da Blasco Lancia ad Antonello Gagini. Al presente solo una cassa sepolcrale proveniente dalla primitiva chiesa è pervenuta nell'attuale cripta.[27]

Rappresentanti dei Lanza Branciforte sepolti nella cripta.
- Blasco Lanza (1466 - 1535).[28]
- Laura Tornabene Paternò (*).
  - Cesare Lanza (1508 - 1593), barone di Trabia e conte di Mussomeli, padre di Laura Lanza.
  - Castellana Centelles (1520 - 1574).[28]
    - Laura Lanza (?), baronessa di Carini, uccisa per mano del padre o del marito per punirla del suo tradimento.

- Ottavio Lanza (1547 - 1617), 1º principe di Trabia. 
  - Dorotea Lanza Gioeni † 1628, figlia di Ottavio Lanza e moglie di Francesco Gioeni.
  - Francesco Gioeni, 1º principe Valguarnera.
  - Ercole Branciforte, 1º duca di San Giovanni, marito di Agata Lanza Gioeni (sorella di Dorotea Lanza Gioeni).

- Giuseppe Lanza (1780 - 1855), 8º principe di Trabia, marito di Stefania Branciforte (sepolta nella Cappella Branciforte della chiesa di San Francesco di Paola).
  - Pietro Lanza Branciforte, principe di Scordia e Butera.

### Opere documentate

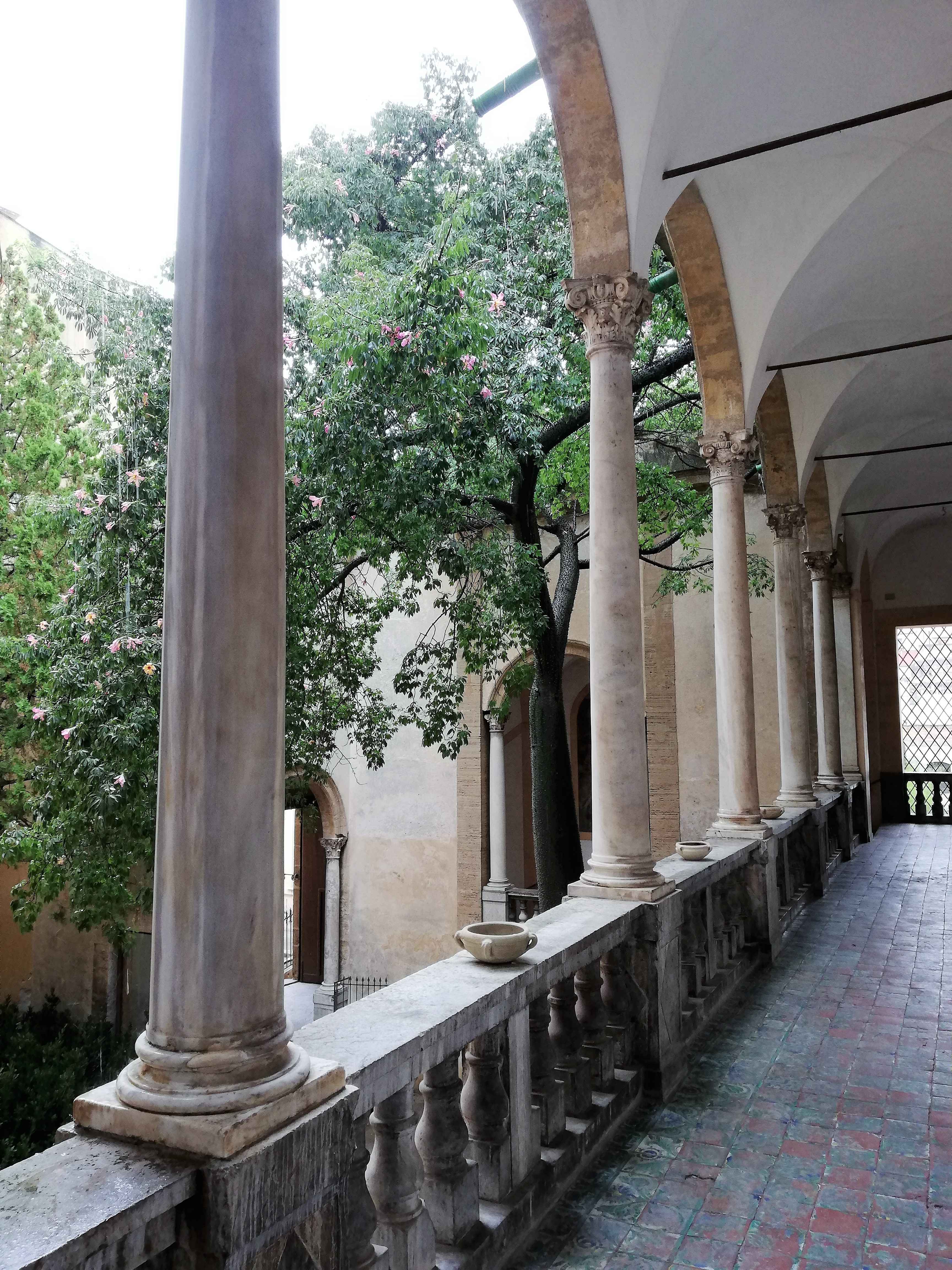
Loggiato.

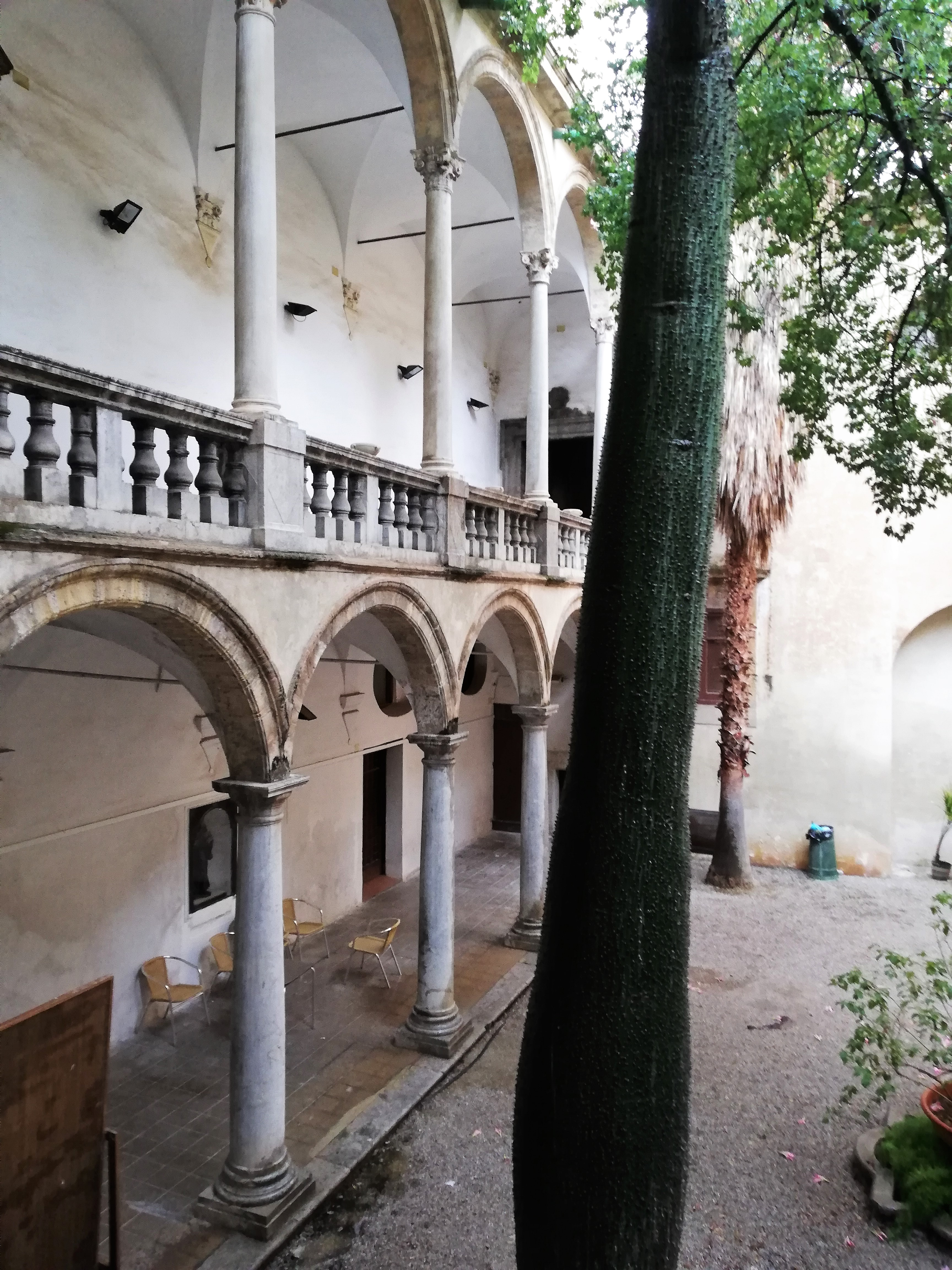
Chiostro, portico e loggiato.

- XVI secolo, Deposizione dalla croce, dipinto su tavola, opera documentata a sinistra dell'altare maggiore di Vincenzo degli Azani.[1]
- XVI secolo, Disputa fra San Tommaso d'Aquino e Averroè, dipinto su tavola, opera documentata attribuita ad Antonello da Messina.[29][30]
- XVI secolo, Sant'Anna e Maria bambina, dipinto su tavola, opera documentata attribuita a Rosalia Novelli.[31]
- 1613c., Adorazione dei Magi, bozzetto di pala d'altare, opera di Pietro D'Asaro.
- 1787, San Vincenzo Ferreri raffigurato nell'atto di predicare e soccorrere gli appestati, quadro a olio, dipinto documentato opera di Giuseppe Velasco.

Sacrestia:
- XVI secolo, San Giovanni, dipinto su tavola, opera documentata di Giovan Battista Gaulli detto il Baciccia.[31]
- XVI secolo, Maddalena, dipinto su tavola, opera documentata di ignoto appartenente alla scuola di Rubens.[31]

## Convento domenicano di Santa Cita
Convento domenicano di Santa Cita, dodicesima istituzione dell'Ordine dei frati predicatori in terra di Sicilia fondato nel 1428. Allo stato attuale sono pervenuti una piccola porzione di chiostro, il portico occidentale e relativo loggiato, quest'ultimo insieme alla scalinata, costituisce l'accesso all'Oratorio.
Dal 22 luglio 1489 dipendeva da questa sede il convento domenicano di Castelvetrano.
Pietro Geremia, predicatore domenicano.
Nel 1852 proveniente dalle strutture della Casa gesuitica di San Francesco Saverio all'Albergheria, vi fu trasferito l'ospedale negli ambienti dove attualmente si trova la caserma della Guardia di Finanza "Giuseppe Cangialosi".

## Sodalizi

### Compagnia del Santissimo Rosario di Santa Cita
- 1570, Compagnia del Santissimo Rosario di Santa Cita.[33][34]

### Oratorio del Santissimo Rosario di Santa Cita
- 1590, Oratorio del Santissimo Rosario di Santa Cita,[33] antioratorio e locali realizzati nelle strutture addossate sul fianco meridionale del tempio.

### Congregazione del Nome di Gesù
Sodalizio attestato presso il convento. Nel 1576 è fondata ad opera di Vincenzo Tagliavia d'Aragona, fratello di Pietro Tagliavia d'Aragona, cardinale di Palermo, la Compagnia del Nome di Gesù Cristo detta dei «Verdi» presso una struttura adiacente al convento di Santa Cita. La sede fu demolita nel 1851.

### Congregazione delle Cinque Piaghe
Sodalizio attestato presso il convento.

### Congregazione di San Giacinto
Sodalizio attestato presso il convento.

## Ospedale dei Lucchesi
- Ospedale dei Lucchesi anteriore al 1429.[2][24][32]